# Hassi Lahdjar
Hassi Lahdjar (também escrita Hassi El Hadjar) é uma vila na comuna de In Salah, no distrito de In Salah, província de Tamanghasset, Argélia. Está localizada 14 quilômetros (8,7 milhas) a nordeste da cidade de In Salah.